# Johannes Kirkegaard
Johannes Kirkegaard, född 1920, död 2000, var en dansk präst och diktare, bosatt i Sorterup på Vestsjälland. 
Har bland annat skrivit psalmen Blott i det öppna.